# Piotr Ianulov
Piotr Ianulov (Taraclia, 27 febbraio 1986) è un lottatore moldavo, specializzato nella lotta libera. In carriera ha vinto una medaglia d'argento ai Giochi europei di Baku 2015 e ai campionati europei di Bucarest 2019.

## Palmarès
| Anno | Manifestazione        | Sede       | Evento | Risultato | Note |
| ---- | --------------------- | ---------- | ------ | --------- | ---- |
| 2002 | Europei cadetti       | Vilnius    | 76 kg  | 11º       |      |
| 2003 | Europei cadetti       | Skopje     | 76 kg  | 10º       |      |
| 2004 | Europei junior        | Sofia      | 84 kg  | 8º        |      |
| 2006 | Europei               | Sofia      | 84 kg  | 9º        |      |
| 2007 | Europei               | Mosca      | 84 kg  | 8º        |      |
| 2007 | Mondiali              | Baku       | 84 kg  | 16º       |      |
| 2008 | Europei               | Tampere    | 84 kg  | 9º        |      |
| 2010 | Europei               | Baku       | 84 kg  | 18º       |      |
| 2010 | Mondiali              | Mosca      | 84 kg  | 5º        |      |
| 2010 | Mondiali universitari | Torino     | 84 kg  | Oro       |      |
| 2011 | Europei               | Dortmund   | 84 kg  | 24º       |      |
| 2011 | Mondiali              | Istanbul   | 84 kg  | 34º       |      |
| 2013 | Europei               | Tbilisi    | 84 kg  | 5º        |      |
| 2013 | Universiade           | Kazan'     | 84 kg  | Bronzo    |      |
| 2013 | Mondiali              | Budapest   | 84 kg  | 22º       |      |
| 2014 | Europei               | Vantaa     | 86 kg  | 16º       |      |
| 2014 | Mondiali universitari | Pécs       | 86 kg  | Argento   |      |
| 2015 | Giochi europei        | Baku       | 86 kg  | Argento   |      |
| 2015 | Mondiali              | Las Vegas  | 86 kg  | 20º       |      |
| 2017 | Mondiali              | Parigi     | 86 kg  | 10º       |      |
| 2018 | Mondiali              | Budapest   | 86 kg  | 19º       |      |
| 2019 | Europei               | Bucarest   | 86 kg  | Argento   |      |
| 2019 | Mondiali              | Nur-Sultan | 86 kg  | 15º       |      |
| 2020 | Europei               | Roma       | 86 kg  | 10º       |      |

## Altre competizioni internazionali
2020
- Bronzo negli 86 kg nella Coppa del mondo individuale ( Belgrado)